# Plecia palauensis
Plecia palauensis är en tvåvingeart som beskrevs av Hardy 1957. Plecia palauensis ingår i släktet Plecia och familjen hårmyggor. Inga underarter finns listade i Catalogue of Life.